# Twm
twm (Tom's Window Manager lub Tab Window Manager) to standardowy menedżer okien dla X Window System, począwszy od X11R4. Został napisany przez Toma LaStrange w języku C, przy pomocy biblioteki Xlib. Działa on poprzez zmianę rodzica okien z okna głównego na okno zawierające dekoracje i pozwalające swobodnie je przemieszczać. Obecnie takie rozwiązanie jest dominujące (wyjątkami są między innymi ratpoison i awesome), jednakże wówczas był to wielki przełom. Na podstawie jego kodu napisano kilka innych menedżerów okien, przede wszystkim popularny do dziś FVWM.